# Samay
 (octobre 2011).
Si vous disposez d'ouvrages ou d'articles de référence ou si vous connaissez des sites web de qualité traitant du thème abordé ici, merci de compléter l'article en donnant les références utiles à sa vérifiabilité et en les liant à la section « Notes et références ».

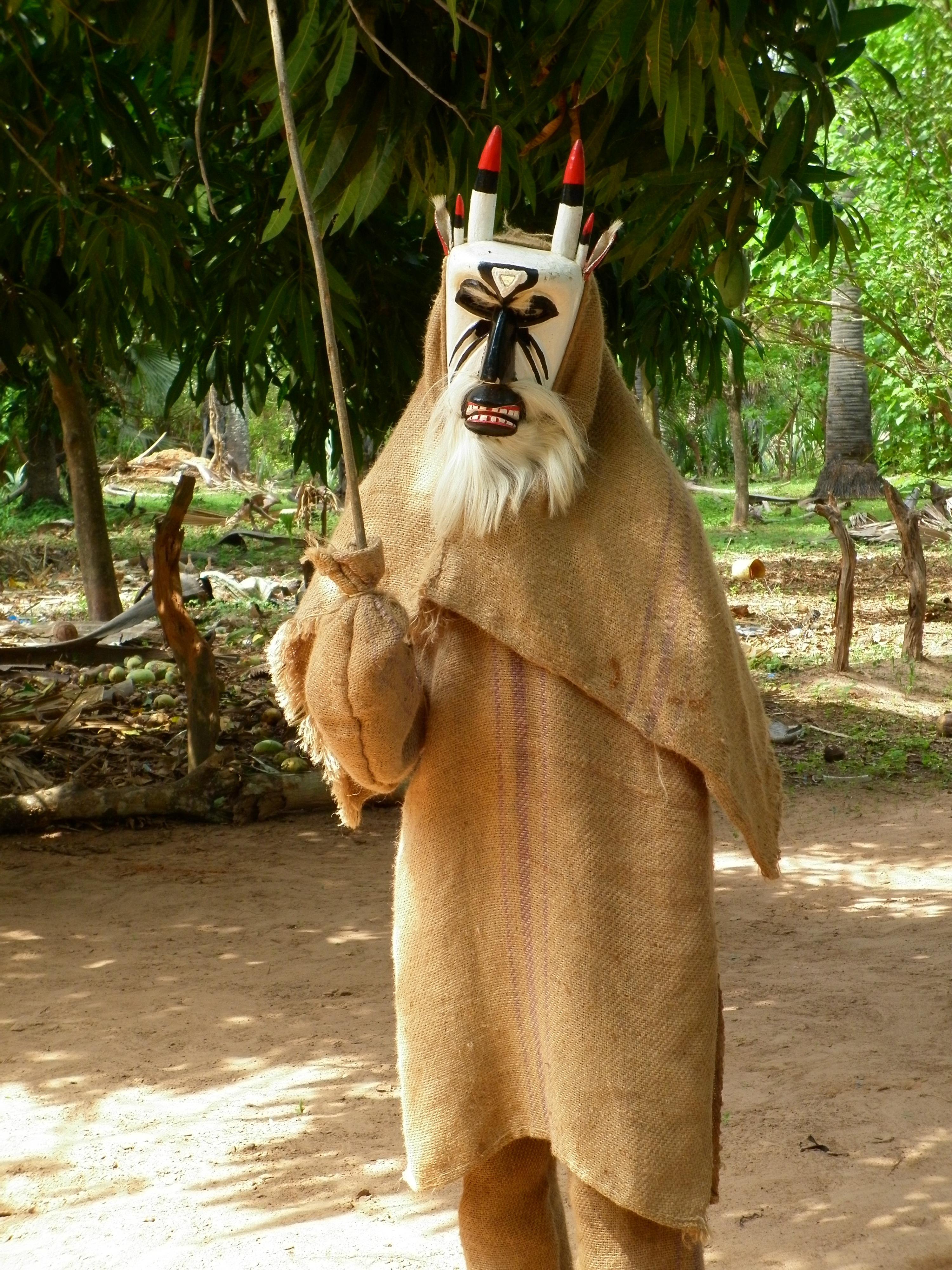
Le Samay est une figure mythologique du peuple Diola en Casamance

Le Kumpo, le Samay et le Niasse sont trois figures traditionnelles dans la mythologie des Diolas en Casamance (Sénégal) et en Gambie.
Plusieurs fois par an, pendant les Journées culturelles, une fête traditionnelle dans le village est organisée.
Le Samay invite les gens du village pour participer à des activités.
Il peut courir très vite et avec son bâton, il exige de l’ordre dans la communauté. 
Il sait tout ce qui arrive dans le village.
Il peut être considéré comme le maitre cérémoniel de la danse traditionnelle[réf. souhaitée].

## Autres figures mythologiques
- Kumpo
- Niasse